# Castelluccio (Castel San Giorgio)
Castelluccio è una delle 11 frazioni più popolate del comune di Castel San Giorgio in provincia di Salerno.

## Geografia fisica
Castelluccio si trova nella parte sud-est del territorio comunale ed è urbanisticamente connessa sia a Lanzara - Fimiani che a Trivio.I suoi caratteristici e pittoreschi rioni si succedono in rapporto di continuità fra loro, snodandosi alla base della collina su cui si erge la Chiesetta della SS. Annunziata, dando forma ad un importante centro storico di Castel San Giorgio.

## Economia
L'economia si basa sull'agricoltura e sull'industria in generale.

## Società, tradizioni e folclore

### Manifestazioni folcloristiche
Nel mese di luglio si svolge la cosiddetta "Festa dell'orto", una manifestazione enogastronomica che consiste nella degustazione del piatto tipico, in altre parole i fusilli "ai frutti dell'orto" fatti a mano dalle massaie del paese, oltre alle salsicce alla brace, le "frittelle di fiori di zucca" (in gergo locale, pizzelle e'sciurilli), e la grigliata di verdure del luogo. I dolci, la "Torta Cinque Tazze" tipico prodotto della ricorrenza pasquale. Ad animare la manifestazione, musica leggera e canti popolari dell'Agro Nocerino Sarnese, ed una Fiera dell'antiquariato e dell'artigianato locale.

### Manifestazioni religiose
Il 25 marzo si svolge la solennità dell'Annunciazione della Beata Vergine. Sin dal mattino i fedeli si recano in Chiesa per onorare il simulacro della Vergine e rinnovare un'antica tradizione, la cosiddetta "Recita delle 100 Croci". Il testo della recita è: "Favez nemic fatt arrass, cient miglie e cient pass. Oggi è juorn ra Vergine Maria, me facc 100 crocie e me rico 100 Ave Maria" (tradotto: Falso nemico allontanati, cento miglia e cento passi. Oggi è il giorno della Vergine Maria, mi faccio 100 croci e dico 100 Ave Maria  (Ogni volta che si ripete questa invocazione ci si fa il segno della croce e si recita L'Ave Maria).
Nella quarta domenica di agosto, invece, al mattino c'è l'arrivo della banda che esegue un brano, la cosiddetta "Diana" in onore della Madonna. Alle 09:00 vi è la prima Messa celebrata in Chiesa dopodiché la statua viene portata in spalla dalla collina dove è situata la Chiesa, al centro della frazione Castelluccio che per l'occasione è addobbato a festa. Così viene celebrata la Santa Messa solenne dopodiché alle 12:30 vi è il tradizionale "Canto degli Angeli". Quattro ragazze, vestite da angeli, intonano un antico motivo invocante Maria SS.Annunziata affinché elargisca a tutti le Grazie di Dio. Dopo il canto la statua viene riportata in chiesa da dove intorno alle 18:00 riparte la processione che vede coinvolta l'intera cittadinanza, le autorità civili e militari. Tra tutte spiccano la "Confraternita S.Biagio" e l'"Associazione Fratellanza SS.Annunziata" in grande uniforme.

### Casa dell'Acqua
Il 3 giugno 2013 è stata inaugurata dall'amministrazione comunale, la prima casa dell'acqua di tutto l'agro sarnese nocerino. La prima casa dell'acqua, in tutta Italia, ad avere tre erogatori ed è situata nel parco dedicato a Francesco Apostolico, noto imprenditore del passato. Questa casa eroga tre tipi differenti di acqua: la naturale, la leggermente gasata e la gasata. 
Nel primo mese di erogazione è stata riscontrata l'erogazione di ben 40.300 litri d'acqua, con circa 300 persone che hanno utilizzato quotidianamente il servizio